# Hecznarowice
Hecznarowice is een plaats in het Poolse district  Bielski (Silezië), woiwodschap Silezië. De plaats maakt deel uit van de gemeente Wilamowice en telt 2266 inwoners.